# Джорджтаун (окръг, Южна Каролина)
Вижте пояснителната страница за други значения на Джорджтаун.
Окръг Джорджтаун (на английски: Georgetown County) е окръг в щата Южна Каролина, Съединени американски щати. Площта му е 2681 km², а населението – 63 404 души (1 април 2020). Административен център е град Джорджтаун.